# 坎瑙吉縣
坎瑙吉縣是印度的一個縣，位於該國北部，由北方邦負責管轄，面積3,029平方公里，識字率為81.3%，2001年普查人口總數為4,137,489人，人口密度每平方公里1,366人，2011年普查顯示，人口在2001至2011年期間增長9.72%。
26°27′36″N 80°19′48″E / 26.46000°N 80.33000°E